# Tour de France 2024
Tour de France 2024 var den 111. udgave af cykelløbet Tour de France. Løbets første etape var en bjergetape, og begyndte 29. juni 2024 fra Firenze. Løbets sidste etape var søndag den 21. juli med en enkeltstart fra Monaco-Ville til Nice. 
Løbets tre første etaper fandt sted i Italien, og det var første gang at den såkaldte Grand Départ fandt sted i landet. Det var samtidig tredje år i træk at løbet startede udenfor Frankrig. På grund af forberedelserne til Sommer-OL 2024 og Sommer-PL 2024 var den traditionelle afslutning med en massespurt på Avenue des Champs-Élysées i centrum af Paris rykket til Nice, hvor der afsluttes med en enkeltstart. Det var første gang siden løbet i 1989 at Tour de France blev afsluttet med en enkeltstart. Det var også første gang siden 1905, at den sidste etape ikke blev afsluttet i Paris. I løbets to første år, 1903 og 1904, blev løbet afsluttet i Ville-d'Avray.
Løbet blev vundet af slovenske Tadej Pogačar fra UAE Team Emirates for tredje gang i karrieren. Danske Jonas Vingegaard (Team Visma  |  Lease a Bike) kom på løbets andenplads. Undervejs vandt Pogačar seks etaper, fire af gangene foran Vingegaard. Eritreanske Biniam Girmay (Intermarché-Wanty) vandt pointkonkurrencen. Remco Evenepoel (Soudal Quick-Step) vandt ungdomskonkurrencen og endte på tredjepladsen i det samlede klassement. UAE Team Emirates vandt holdkonkurrencen. Britiske Mark Cavendish (Astana Qazaqstan Team) vandt en historisk 35. etapesejr og blev løbets Lanterne rouge.

## Etaperne
| Etape     | Dato     | Start – Mål                                 | type              | Afstand (km) | Elevation (m) | Etapevinder        | Førende rytter  |
| --------- | -------- | ------------------------------------------- | ----------------- | ------------ | ------------- | ------------------ | --------------- |
| 1. etape  | 29. jun. | Firenze – Rimini                            | kuperet etape     | 206          | 3.847 m       | Romain Bardet      | Romain Bardet   |
| 2. etape  | 30. jun. | Cesenatico – Bologna                        | kuperet etape     | 199,2        | 1.858 m       | Kévin Vauquelin    | Tadej Pogačar   |
| 3. etape  | 1. jul.  | Piacenza – Torino                           | kuperet etape     | 230,8        | 1.315 m       | Biniam Girmay      | Richard Carapaz |
| 4. etape  | 2. jul.  | Pinerolo – Valloire                         | bjergetape        | 139,6        | 3.860 m       | Tadej Pogačar      | Tadej Pogačar   |
| 5. etape  | 3. jul.  | Saint-Jean-de-Maurienne – Saint-Vulbas      | flad etape        | 177,4        | 1.002 m       | Mark Cavendish     | Tadej Pogačar   |
| 6. etape  | 4. jul.  | Mâcon – Dijon                               | flad etape        | 163,5        | 889 m         | Dylan Groenewegen  | Tadej Pogačar   |
| 7. etape  | 5. jul.  | Nuits-Saint-Georges – Gevrey-Chambertin     | enkeltstart       | 25,3         | 285 m         | Remco Evenepoel    | Tadej Pogačar   |
| 8. etape  | 6. jul.  | Semur-en-Auxois – Colombey les Deux Églises | kuperet etape     | 183,4        | 2.291 m       | Biniam Girmay      | Tadej Pogačar   |
| 9. etape  | 7. jul.  | Troyes – Troyes                             | kuperet etape     | 199          | 2.033 m       | Anthony Turgis     | Tadej Pogačar   |
|           | 8. jul.  | Hviledag i Orléans                          | Hviledag          |              |               |                    |                 |
| 10. etape | 9. jul.  | Orléans – Saint-Amand-Montrond              | flad etape        | 187,3        | 888 m         | Jasper Philipsen   | Tadej Pogačar   |
| 11. etape | 10. jul. | Évaux-les-Bains – Le Lioran                 | bjergetape        | 211          | 4.192 m       | Jonas Vingegaard   | Tadej Pogačar   |
| 12. etape | 11. jul. | Aurillac – Villeneuve-sur-Lot               | flad etape        | 203,6        | 2.253 m       | Biniam Girmay      | Tadej Pogačar   |
| 13. etape | 12. jul. | Agen – Pau                                  | flad etape        | 165,3        | 1.866 m       | Jasper Philipsen   | Tadej Pogačar   |
| 14. etape | 13. jul. | Pau – Pla d'Adet                            | bjergetape        | 151,9        | 4.043 m       | Tadej Pogačar      | Tadej Pogačar   |
| 15. etape | 14. jul. | Loudenvielle – Plateau de Beille            | bjergetape        | 197,7        | 5.043 m       | Tadej Pogačar      | Tadej Pogačar   |
|           | 15. jul. | Hviledag i Gruissan                         | Hviledag          |              |               |                    |                 |
| 16. etape | 16. jul. | Gruissan – Nîmes                            | flad etape        | 188,6        | 1.176 m       | Jasper Philipsen   | Tadej Pogačar   |
| 17. etape | 17. jul. | Saint-Paul-Trois-Châteaux – SuperDévoluy    | bjergetape        | 177,8        | 3.007 m       | Richard Carapaz    | Tadej Pogačar   |
| 18. etape | 18. jul. | Gap – Barcelonnette                         | middel bjergetape | 179,5        | 3.033 m       | Victor Campenaerts | Tadej Pogačar   |
| 19. etape | 19. jul. | Embrun – Isola 2000                         | bjergetape        | 144,6        | 4.462 m       | Tadej Pogačar      | Tadej Pogačar   |
| 20. etape | 20. jul. | Nice – Col de la Couillole                  | bjergetape        | 132,8        | 4.763 m       | Tadej Pogačar      | Tadej Pogačar   |
| 21. etape | 21. jul. | Monaco-Ville – Nice                         | enkeltstart       | 33,7         | 728 m         | Tadej Pogačar      | Tadej Pogačar   |

## Trøjernes fordeling gennem løbet
| Etape     |                   | Vinder _           | Samlede stilling | Pointtrøje          | Bjergtrøje       | Ungdomstrøje        | Mest angrebsivrige         | Holdkonkurrence           |
| --------- | ----------------- | ------------------ | ---------------- | ------------------- | ---------------- | ------------------- | -------------------------- | ------------------------- |
| 1. etape  | kuperet etape     | Romain Bardet      | Romain Bardet    | Frank van den Broek | Jonas Abrahamsen | Frank van den Broek | Frank van den Broek        | Team dsm-firmenich PostNL |
| 2. etape  | kuperet etape     | Kévin Vauquelin    | Tadej Pogačar    | Jonas Abrahamsen    | Jonas Abrahamsen | Remco Evenepoel     | Jonas Abrahamsen           | Movistar Team             |
| 3. etape  | kuperet etape     | Biniam Girmay      | Richard Carapaz  | Jonas Abrahamsen    | Jonas Abrahamsen | Remco Evenepoel     | Fabien Grellier            | Movistar Team             |
| 4. etape  | bjergetape        | Tadej Pogačar      | Tadej Pogačar    | Jonas Abrahamsen    | Jonas Abrahamsen | Remco Evenepoel     | Oier Lazkano               | UAE Team Emirates         |
| 5. etape  | flad etape        | Mark Cavendish     | Tadej Pogačar    | Biniam Girmay       | Jonas Abrahamsen | Remco Evenepoel     | Clément Russo              | UAE Team Emirates         |
| 6. etape  | flad etape        | Dylan Groenewegen  | Tadej Pogačar    | Biniam Girmay       | Jonas Abrahamsen | Remco Evenepoel     | Mads Pedersen              | UAE Team Emirates         |
| 7. etape  | enkeltstart       | Remco Evenepoel    | Tadej Pogačar    | Biniam Girmay       | Jonas Abrahamsen | Remco Evenepoel     | ikke uddelt                | UAE Team Emirates         |
| 8. etape  | kuperet etape     | Biniam Girmay      | Tadej Pogačar    | Biniam Girmay       | Jonas Abrahamsen | Remco Evenepoel     | Jonas Abrahamsen           | UAE Team Emirates         |
| 9. etape  | kuperet etape     | Anthony Turgis     | Tadej Pogačar    | Biniam Girmay       | Jonas Abrahamsen | Remco Evenepoel     | Jasper Stuyven             | UAE Team Emirates         |
| 10. etape | flad etape        | Jasper Philipsen   | Tadej Pogačar    | Biniam Girmay       | Jonas Abrahamsen | Remco Evenepoel     | Kobe Goossens              | UAE Team Emirates         |
| 11. etape | bjergetape        | Jonas Vingegaard   | Tadej Pogačar    | Biniam Girmay       | Tadej Pogačar    | Remco Evenepoel     | Tadej Pogačar              | UAE Team Emirates         |
| 12. etape | flad etape        | Biniam Girmay      | Tadej Pogačar    | Biniam Girmay       | Tadej Pogačar    | Remco Evenepoel     | Quentin Pacher             | UAE Team Emirates         |
| 13. etape | flad etape        | Jasper Philipsen   | Tadej Pogačar    | Biniam Girmay       | Tadej Pogačar    | Remco Evenepoel     | Magnus Cort                | UAE Team Emirates         |
| 14. etape | bjergetape        | Tadej Pogačar      | Tadej Pogačar    | Biniam Girmay       | Tadej Pogačar    | Remco Evenepoel     | Ben Healy                  | UAE Team Emirates         |
| 15. etape | bjergetape        | Tadej Pogačar      | Tadej Pogačar    | Biniam Girmay       | Tadej Pogačar    | Remco Evenepoel     | Richard Carapaz            | UAE Team Emirates         |
| 16. etape | flad etape        | Jasper Philipsen   | Tadej Pogačar    | Biniam Girmay       | Tadej Pogačar    | Remco Evenepoel     | Thomas Gachignard          | UAE Team Emirates         |
| 17. etape | bjergetape        | Richard Carapaz    | Tadej Pogačar    | Biniam Girmay       | Tadej Pogačar    | Remco Evenepoel     | Romain Grégoire            | UAE Team Emirates         |
| 18. etape | middel bjergetape | Victor Campenaerts | Tadej Pogačar    | Biniam Girmay       | Tadej Pogačar    | Remco Evenepoel     | Tobias Halland Johannessen | UAE Team Emirates         |
| 19. etape | bjergetape        | Tadej Pogačar      | Tadej Pogačar    | Biniam Girmay       | Richard Carapaz  | Remco Evenepoel     | Richard Carapaz            | UAE Team Emirates         |
| 20. etape | bjergetape        | Tadej Pogačar      | Tadej Pogačar    | Biniam Girmay       | Richard Carapaz  | Remco Evenepoel     | Enric Mas                  | UAE Team Emirates         |
| 21. etape | enkeltstart       | Tadej Pogačar      | Tadej Pogačar    | Biniam Girmay       | Richard Carapaz  | Remco Evenepoel     | ikke uddelt                | UAE Team Emirates         |
| Samlet    | Samlet            |                    | Tadej Pogačar    | Biniam Girmay       | Richard Carapaz  | Remco Evenepoel     | Richard Carapaz            | UAE Team Emirates         |

## Resultater

### Samlede stilling
| \| Samlede stilling \| Samlede stilling \| Samlede stilling \| Samlede stilling \| Samlede stilling \| \| Rytter \| Rytter \| Hold \| Tid \| \| \| ---------------- \| ----------------- \| -------------------------- \| ---------------- \| ---------------- \| \| 1. \| Tadej Pogačar \| UAE Team Emirates \| 83t 38' 56" \| \| \| 2. \| Jonas Vingegaard \| Team Visma \\| Lease a Bike \| + 6' 17" \| \| \| 3. \| Remco Evenepoel \| Soudal Quick-Step \| + 9' 18" \| \| \| 4. \| João Almeida \| UAE Team Emirates \| + 19' 03" \| \| \| 5. \| Mikel Landa \| Soudal Quick-Step \| + 20' 06" \| \| \| 6. \| Adam Yates \| UAE Team Emirates \| + 24' 07" \| \| \| 7. \| Carlos Rodríguez \| Ineos Grenadiers \| + 25' 04" \| \| \| 8. \| Matteo Jorgenson \| Team Visma \\| Lease a Bike \| + 26' 34" \| \| \| 9. \| Derek Gee \| Israel-Premier Tech \| + 27' 21" \| \| \| 10. \| Santiago Buitrago \| Bahrain Victorious \| + 29' 03" \| \| |                   |                            |             |
| |                   |                            |             |
| Kilder: ProCyclingStats Cycling Quotient |                   |                            |             |
| Samlede stilling |                   |                            |             |
| Rytter | Rytter            | Hold                       | Tid         |
| 1. | Tadej Pogačar     | UAE Team Emirates          | 83t 38' 56" |
| 2. | Jonas Vingegaard  | Team Visma \| Lease a Bike | + 6' 17"    |
| 3. | Remco Evenepoel   | Soudal Quick-Step          | + 9' 18"    |
| 4. | João Almeida      | UAE Team Emirates          | + 19' 03"   |
| 5. | Mikel Landa       | Soudal Quick-Step          | + 20' 06"   |
| 6. | Adam Yates        | UAE Team Emirates          | + 24' 07"   |
| 7. | Carlos Rodríguez  | Ineos Grenadiers           | + 25' 04"   |
| 8. | Matteo Jorgenson  | Team Visma \| Lease a Bike | + 26' 34"   |
| 9. | Derek Gee         | Israel-Premier Tech        | + 27' 21"   |
| 10. | Santiago Buitrago | Bahrain Victorious         | + 29' 03"   |

### Pointkonkurrencen
| Pointkonkurrence | Pointkonkurrence | Pointkonkurrence           | Pointkonkurrence | Pointkonkurrence |
| Rytter           | Rytter           | Hold                       | Point            |                  |
| ---------------- | ---------------- | -------------------------- | ---------------- | ---------------- |
| 1.               | Biniam Girmay    | Intermarché-Wanty          | 387 point        |                  |
| 2.               | Jasper Philipsen | Alpecin-Deceuninck         | 354 point        |                  |
| 3.               | Bryan Coquard    | Cofidis                    | 208 point        |                  |
| 4.               | Tadej Pogačar    | UAE Team Emirates          | 196 point        |                  |
| 5.               | Anthony Turgis   | TotalEnergies              | 180 point        |                  |
| 6.               | Arnaud De Lie    | Lotto Dstny                | 161 point        |                  |
| 7.               | Remco Evenepoel  | Soudal Quick-Step          | 152 point        |                  |
| 8.               | Wout van Aert    | Team Visma \| Lease a Bike | 152 point        |                  |
| 9.               | Jonas Abrahamsen | Uno-X Mobility             | 149 point        |                  |
| 10.              | Jonas Vingegaard | Team Visma \| Lease a Bike | 136 point        |                  |

### Bjergkonkurrencen
| Bjergkonkurrence | Bjergkonkurrence | Bjergkonkurrence           | Bjergkonkurrence | Bjergkonkurrence |
| Rytter           | Rytter           | Hold                       | Point            |                  |
| ---------------- | ---------------- | -------------------------- | ---------------- | ---------------- |
| 1.               | Richard Carapaz  | EF Education-EasyPost      | 127 point        |                  |
| 2.               | Tadej Pogačar    | UAE Team Emirates          | 102 point        |                  |
| 3.               | Jonas Vingegaard | Team Visma \| Lease a Bike | 70 point         |                  |
| 4.               | Matteo Jorgenson | Team Visma \| Lease a Bike | 54 point         |                  |
| 5.               | Remco Evenepoel  | Soudal Quick-Step          | 50 point         |                  |
| 6.               | Wilco Kelderman  | Team Visma \| Lease a Bike | 43 point         |                  |
| 7.               | Oier Lazkano     | Movistar Team              | 41 point         |                  |
| 8.               | Jonas Abrahamsen | Uno-X Mobility             | 36 point         |                  |
| 9.               | Enric Mas        | Movistar Team              | 33 point         |                  |
| 10.              | David Gaudu      | Groupama-FDJ               | 30 point         |                  |

### Ungdomskonkurrencen
| Ungdomskonkurrence | Ungdomskonkurrence         | Ungdomskonkurrence         | Ungdomskonkurrence | Ungdomskonkurrence |
| Rytter             | Rytter                     | Hold                       | Tid                |                    |
| ------------------ | -------------------------- | -------------------------- | ------------------ | ------------------ |
| 1.                 | Remco Evenepoel            | Soudal Quick-Step          | 83t 48' 14"        |                    |
| 2.                 | Carlos Rodríguez           | Ineos Grenadiers           | + 15' 46"          |                    |
| 3.                 | Matteo Jorgenson           | Team Visma \| Lease a Bike | + 17' 16"          |                    |
| 4.                 | Santiago Buitrago          | Bahrain Victorious         | + 19' 45"          |                    |
| 5.                 | Javier Romo                | Movistar Team              | + 1t 33' 08"       |                    |
| 6.                 | Ilan Van Wilder            | Soudal Quick-Step          | + 1t 45' 13"       |                    |
| 7.                 | Ben Healy                  | EF Education-EasyPost      | + 1t 46' 54"       |                    |
| 8.                 | Jordan Jegat               | TotalEnergies              | + 1t 53' 18"       |                    |
| 9.                 | Tobias Halland Johannessen | Uno-X Mobility             | + 2t 12' 19"       |                    |
| 10.                | Oscar Onley                | Team dsm-firmenich PostNL  | + 2t 32' 21"       |                    |

### Holdkonkurrencen
| Holdkonkurrence | Holdkonkurrence            | Holdkonkurrence | Holdkonkurrence |
| Hold            | Hold                       | Tid             |                 |
| --------------- | -------------------------- | --------------- | --------------- |
| 1.              | UAE Team Emirates          | 251t 36' 43"    |                 |
| 2.              | Team Visma \| Lease a Bike | + 31' 51"       |                 |
| 3.              | Soudal Quick-Step          | + 1t 33' 06"    |                 |
| 4.              | Ineos Grenadiers           | + 1t 34' 05"    |                 |
| 5.              | Lidl-Trek                  | + 2t 33' 49"    |                 |
| 6.              | Movistar Team              | + 3t 10' 06"    |                 |
| 7.              | Bahrain Victorious         | + 3t 38' 21"    |                 |
| 8.              | Red Bull-Bora-Hansgrohe    | + 3t 57' 23"    |                 |
| 9.              | Israel-Premier Tech        | + 4t 01' 23"    |                 |
| 10.             | EF Education-EasyPost      | + 4t 06' 54"    |                 |

## Hold og ryttere
| UCI WorldTeams (18)- Decathlon-AG2R La Mondiale - Alpecin-Deceuninck - Arkéa-B&B Hotels - Astana Qazaqstan Team - Bahrain Victorious - Red Bull-Bora-Hansgrohe - Cofidis - EF Education-EasyPost - Groupama-FDJ - Ineos Grenadiers - Intermarché-Wanty - Team Visma \| Lease a Bike - Lidl-Trek - Movistar Team - Soudal Quick-Step - Team dsm-firmenich PostNL - Team Jayco AlUla - UAE Team Emirates UCI ProTeams (4)- Israel-Premier Tech - Lotto Dstny - TotalEnergies - Uno-X Mobility |
| |

### Nationalitet og antal på ryttere
| Land           | Ved start | Ved afslutning | Etapesejre                                                    |
| -------------- | --------- | -------------- | ------------------------------------------------------------- |
| Frankrig       | 32        | 30             | 3 (Romain Bardet, Kévin Vauquelin, Anthony Turgis)            |
| Belgien        | 28        | 22             | 5 (Remco Evenepoel, Jasper Philipsen (3), Victor Campenaerts) |
| Spanien        | 15        | 11             |                                                               |
| Holland        | 14        | 10             | 1 (Dylan Groenewegen)                                         |
| Storbritannien | 11        | 8              | 1 (Mark Cavendish)                                            |
| Danmark        | 8         | 4              | 1 (Jonas Vingegaard)                                          |
| Tyskland       | 8         | 7              |                                                               |
| Italien        | 8         | 6              |                                                               |
| Norge          | 7         | 7              |                                                               |
| Australien     | 6         | 5              |                                                               |
| Slovenien      | 5         | 4              | 6 (Tadej Pogačar)                                             |
| Colombia       | 4         | 3              |                                                               |
| Østrig         | 3         | 3              |                                                               |
| Canada         | 3         | 2              |                                                               |
| Portugal       | 3         | 3              |                                                               |
| Schweiz        | 3         | 2              |                                                               |
| USA            | 3         | 3              |                                                               |
| Irland         | 2         | 1              |                                                               |
| Kasakhstan     | 2         | 0              |                                                               |
| Letland        | 2         | 2              |                                                               |
| Luxembourg     | 2         | 2              |                                                               |
| Sydafrika      | 2         | 2              |                                                               |
| Tjekkiet       | 1         | 1              |                                                               |
| Ecuador        | 1         | 1              | 1 (Richard Carapaz)                                           |
| Eritrea        | 1         | 1              | 3 (Biniam Girmay)                                             |
| Polen          | 1         | 1              |                                                               |
| Total          | 176       | 141            | 21                                                            |

### Danske ryttere
| Danske ryttere på startlisten |                         |                            |           |
| Rygnummer                     | Rytter                  | Hold                       | Placering |
| 1                             | Jonas Vingegaard        | Team Visma \| Lease a Bike | 2         |
| 25                            | Christopher Juul-Jensen | Team Jayco AlUla           | 97        |
| 45                            | Mads Pedersen           | Lidl-Trek                  | DNS–8     |
| 76                            | Casper Pedersen         | Soudal Quick-Step          | DNS–4     |
| 104                           | Søren Kragh Andersen    | Alpecin-Deceuninck         | OTL–12    |
| 134                           | Jakob Fuglsang          | Israel-Premier Tech        | 38        |
| 197                           | Michael Mørkøv          | Astana Qazaqstan Team      | DNS–12    |
| 201                           | Magnus Cort             | Uno-X Mobility             | 57        |

* DNF = gennemførte ikke
* DNS = stillede ikke til start
* OTL = kom ikke i mål indenfor tidsgrænsen

### Startliste
| Team Visma \| Lease a Bike TVL | Team Visma \| Lease a Bike TVL      | Team Visma \| Lease a Bike TVL |
| ------------------------------ | ----------------------------------- | ------------------------------ |
| Nr.                            | Rytter                              | Placering                      |
| 1                              | Jonas Vingegaard (DEN)              | 2.                             |
| 2                              | Tiesj Benoot (BEL)                  | 49.                            |
| 3                              | Matteo Jorgenson (USA)              | 8.                             |
| 4                              | Wilco Kelderman (NED)               | 21.                            |
| 5                              | Christophe Laporte (FRA) (landevej) | 84.                            |
| 6                              | Bart Lemmen (NED)                   | 70.                            |
| 7                              | Jan Tratnik (SLO)                   | 64.                            |
| 8                              | Wout van Aert (BEL)                 | 52.                            |

| UAE Team Emirates UAD | UAE Team Emirates UAD           | UAE Team Emirates UAD |
| --------------------- | ------------------------------- | --------------------- |
| Nr.                   | Rytter                          | Placering             |
| 11                    | Tadej Pogačar (SLO)             | 1.                    |
| 12                    | João Almeida (POR)              | 4.                    |
| 13                    | Juan Ayuso (ESP)                | DNF-13                |
| 14                    | Nils Politt (GER) (enkeltstart) | 75.                   |
| 15                    | Pavel Sivakov (FRA)             | 32.                   |
| 16                    | Marc Soler (ESP)                | 44.                   |
| 17                    | Tim Wellens (BEL) (enkeltstart) | 80.                   |
| 18                    | Adam Yates (GBR)                | 6.                    |

| Team Jayco AlUla JAY | Team Jayco AlUla JAY               | Team Jayco AlUla JAY |
| -------------------- | ---------------------------------- | -------------------- |
| Nr.                  | Rytter                             | Placering            |
| 21                   | Simon Yates (GBR)                  | 12.                  |
| 22                   | Luke Durbridge (AUS)               | 123.                 |
| 23                   | Dylan Groenewegen (NED) (landevej) | 135.                 |
| 24                   | Chris Harper (AUS)                 | DNS-16               |
| 25                   | Christopher Juul-Jensen (DEN)      | 97.                  |
| 26                   | Michael Matthews (AUS)             | 89.                  |
| 27                   | Luka Mezgec (SLO)                  | 116.                 |
| 28                   | Elmar Reinders (NED)               | DNS-17               |

| Ineos Grenadiers IGD | Ineos Grenadiers IGD       | Ineos Grenadiers IGD |
| -------------------- | -------------------------- | -------------------- |
| Nr.                  | Rytter                     | Placering            |
| 31                   | Carlos Rodríguez (ESP)     | 7.                   |
| 32                   | Egan Bernal (COL)          | 29.                  |
| 33                   | Jonathan Castroviejo (ESP) | 53.                  |
| 34                   | Laurens De Plus (BEL)      | 15.                  |
| 35                   | Michał Kwiatkowski (POL)   | 54.                  |
| 36                   | Tom Pidcock (GBR)          | DNS-14               |
| 37                   | Geraint Thomas (GBR)       | 42.                  |
| 38                   | Ben Turner (GBR)           | 115.                 |

| Lidl-Trek LTK | Lidl-Trek LTK                                | Lidl-Trek LTK |
| ------------- | -------------------------------------------- | ------------- |
| Nr.           | Rytter                                       | Placering     |
| 41            | Giulio Ciccone (ITA)                         | 11.           |
| 42            | Julien Bernard (FRA)                         | 22.           |
| 43            | Tim Declercq (BEL)                           | DNS-11        |
| 44            | Ryan Gibbons (RSA) (landevej og enkeltstart) | 87.           |
| 45            | Mads Pedersen (DEN)                          | DNS-8         |
| 46            | Toms Skujiņš (LAT)                           | 45.           |
| 47            | Jasper Stuyven (BEL)                         | 61.           |
| 48            | Carlos Verona (ESP)                          | 24.           |

| Decathlon-AG2R La Mondiale DAT | Decathlon-AG2R La Mondiale DAT     | Decathlon-AG2R La Mondiale DAT |
| ------------------------------ | ---------------------------------- | ------------------------------ |
| Nr.                            | Rytter                             | Placering                      |
| 51                             | Felix Gall (AUT)                   | 14.                            |
| 52                             | Bruno Armirail (FRA) (enkeltstart) | 33.                            |
| 53                             | Sam Bennett (IRL)                  | DNF-17                         |
| 54                             | Dorian Godon (FRA)                 | 82.                            |
| 55                             | Paul Lapeira (FRA) (landevej)      | 88.                            |
| 56                             | Oliver Naesen (BEL)                | 83.                            |
| 57                             | Nans Peters (FRA)                  | 76.                            |
| 58                             | Nicolas Prodhomme (FRA)            | 48.                            |

| Bahrain Victorious TBV | Bahrain Victorious TBV            | Bahrain Victorious TBV |
| ---------------------- | --------------------------------- | ---------------------- |
| Nr.                    | Rytter                            | Placering              |
| 61                     | Pello Bilbao (ESP)                | DNF-12                 |
| 62                     | Nikias Arndt (GER)                | 111.                   |
| 63                     | Phil Bauhaus (GER)                | DNS-17                 |
| 64                     | Santiago Buitrago (COL)           | 10.                    |
| 65                     | Jack Haig (AUS)                   | 31.                    |
| 66                     | Matej Mohorič (SLO) (enkeltstart) | 127.                   |
| 67                     | Wout Poels (NED)                  | 43.                    |
| 68                     | Fred Wright (GBR)                 | HD-11                  |

| Soudal Quick-Step SOQ | Soudal Quick-Step SOQ               | Soudal Quick-Step SOQ |
| --------------------- | ----------------------------------- | --------------------- |
| Nr.                   | Rytter                              | Placering             |
| 71                    | Remco Evenepoel (BEL) (enkeltstart) | 3.                    |
| 72                    | Jan Hirt (CZE)                      | 67.                   |
| 73                    | Yves Lampaert (BEL)                 | 125.                  |
| 74                    | Mikel Landa (ESP)                   | 5.                    |
| 75                    | Gianni Moscon (ITA)                 | 86.                   |
| 76                    | Casper Pedersen (DEN)               | DNS-4                 |
| 77                    | Ilan Van Wilder (BEL)               | 26.                   |
| 78                    | Louis Vervaeke (BEL)                | DNF-14                |

| Red Bull-Bora-Hansgrohe RBH | Red Bull-Bora-Hansgrohe RBH | Red Bull-Bora-Hansgrohe RBH |
| --------------------------- | --------------------------- | --------------------------- |
| Nr.                         | Rytter                      | Placering                   |
| 81                          | Primož Roglič (SLO)         | DNS-13                      |
| 82                          | Nico Denz (GER)             | 110.                        |
| 83                          | Marco Haller (AUT)          | 85.                         |
| 84                          | Jai Hindley (AUS)           | 18.                         |
| 85                          | Bob Jungels (LUX)           | 37.                         |
| 86                          | Matteo Sobrero (ITA)        | 60.                         |
| 87                          | Danny van Poppel (NED)      | 120.                        |
| 88                          | Aleksandr Vlasov            | DNS-10                      |

| Groupama-FDJ GFC | Groupama-FDJ GFC                | Groupama-FDJ GFC |
| ---------------- | ------------------------------- | ---------------- |
| Nr.              | Rytter                          | Placering        |
| 91               | David Gaudu (FRA)               | 65.              |
| 92               | Kevin Geniets (LUX) (landevej)  | 58.              |
| 93               | Romain Grégoire (FRA)           | 41.              |
| 94               | Stefan Küng (SUI) (enkeltstart) | DNS-19           |
| 95               | Valentin Madouas (FRA)          | 25.              |
| 96               | Lenny Martinez (FRA)            | 124.             |
| 97               | Quentin Pacher (FRA)            | 46.              |
| 98               | Clément Russo (FRA)             | 102.             |

| Alpecin-Deceuninck ADC | Alpecin-Deceuninck ADC                | Alpecin-Deceuninck ADC |
| ---------------------- | ------------------------------------- | ---------------------- |
| Nr.                    | Rytter                                | Placering              |
| 101                    | Mathieu van der Poel (NED) (landevej) | 96.                    |
| 102                    | Silvan Dillier (SUI)                  | 126.                   |
| 103                    | Robbe Ghys (BEL)                      | 134.                   |
| 104                    | Søren Kragh Andersen (DEN)            | HD-12                  |
| 105                    | Axel Laurance (FRA)                   | 99.                    |
| 106                    | Jasper Philipsen (BEL)                | 128.                   |
| 107                    | Jonas Rickaert (BEL)                  | HD-12                  |
| 108                    | Gianni Vermeersch (BEL)               | 107.                   |

| EF Education-EasyPost EFE | EF Education-EasyPost EFE           | EF Education-EasyPost EFE |
| ------------------------- | ----------------------------------- | ------------------------- |
| Nr.                       | Rytter                              | Placering                 |
| 111                       | Richard Carapaz (ECU) (enkeltstart) | 17.                       |
| 112                       | Alberto Bettiol (ITA) (landevej)    | DNF-14                    |
| 113                       | Stefan Bissegger (SUI)              | 100.                      |
| 114                       | Rui Costa (POR) (landevej)          | 68.                       |
| 115                       | Ben Healy (IRL)                     | 27.                       |
| 116                       | Neilson Powless (USA)               | 59.                       |
| 117                       | Sean Quinn (USA) (landevej)         | 78.                       |
| 118                       | Marijn van den Berg (NED)           | 109.                      |

| Lotto Dstny LTD | Lotto Dstny LTD                | Lotto Dstny LTD |
| --------------- | ------------------------------ | --------------- |
| Nr.             | Rytter                         | Placering       |
| 121             | Arnaud De Lie (BEL) (landevej) | 119.            |
| 122             | Cedric Beullens (BEL)          | 121.            |
| 123             | Victor Campenaerts (BEL)       | 81.             |
| 124             | Jarrad Drizners (AUS)          | 139.            |
| 125             | Sébastien Grignard (BEL)       | 129.            |
| 126             | Maxim Van Gils (BEL)           | DNS-16          |
| 127             | Harm Vanhoucke (BEL)           | 130.            |
| 128             | Brent Van Moer (BEL)           | 95.             |

| Israel-Premier Tech IPT | Israel-Premier Tech IPT | Israel-Premier Tech IPT |
| ----------------------- | ----------------------- | ----------------------- |
| Nr.                     | Rytter                  | Placering               |
| 131                     | Stephen Williams (GBR)  | 73.                     |
| 132                     | Pascal Ackermann (GER)  | 112.                    |
| 133                     | Guillaume Boivin (CAN)  | DNS-14                  |
| 134                     | Jakob Fuglsang (DEN)    | 38.                     |
| 135                     | Derek Gee (CAN)         | 9.                      |
| 136                     | Hugo Houle (CAN)        | 50.                     |
| 137                     | Krists Neilands (LAT)   | 66.                     |
| 138                     | Jake Stewart (GBR)      | DNS-19                  |

| Cofidis COF | Cofidis COF            | Cofidis COF |
| ----------- | ---------------------- | ----------- |
| Nr.         | Rytter                 | Placering   |
| 141         | Guillaume Martin (FRA) | 13.         |
| 142         | Piet Allegaert (BEL)   | 114.        |
| 143         | Bryan Coquard (FRA)    | 104.        |
| 144         | Simon Geschke (GER)    | 94.         |
| 145         | Jesús Herrada (ESP)    | DNS-13      |
| 146         | Jon Izagirre (ESP)     | DNF-11      |
| 147         | Alexis Renard (FRA)    | DNF-11      |
| 148         | Axel Zingle (FRA)      | 108.        |

| Movistar Team MOV | Movistar Team MOV              | Movistar Team MOV |
| ----------------- | ------------------------------ | ----------------- |
| Nr.               | Rytter                         | Placering         |
| 151               | Enric Mas (ESP)                | 19.               |
| 152               | Alex Aranburu (ESP) (landevej) | 71.               |
| 153               | Davide Formolo (ITA)           | 72.               |
| 154               | Fernando Gaviria (COL)         | DNF-17            |
| 155               | Oier Lazkano (ESP)             | 79.               |
| 156               | Gregor Mühlberger (AUT)        | 56.               |
| 157               | Nelson Oliveira (POR)          | 51.               |
| 158               | Javier Romo (ESP)              | 23.               |

| Arkéa-B&B Hotels ARK | Arkéa-B&B Hotels ARK      | Arkéa-B&B Hotels ARK |
| -------------------- | ------------------------- | -------------------- |
| Nr.                  | Rytter                    | Placering            |
| 161                  | Kévin Vauquelin (FRA)     | 91.                  |
| 162                  | Amaury Capiot (BEL)       | DNF-14               |
| 163                  | Clément Champoussin (FRA) | 101.                 |
| 164                  | Arnaud Démare (FRA)       | HD-19                |
| 165                  | Raúl García Pierna (ESP)  | 98.                  |
| 166                  | Daniel McLay (GBR)        | 136.                 |
| 167                  | Luca Mozzato (ITA)        | 137.                 |
| 168                  | Cristián Rodríguez (ESP)  | 36.                  |

| Intermarché-Wanty IWA | Intermarché-Wanty IWA  | Intermarché-Wanty IWA |
| --------------------- | ---------------------- | --------------------- |
| Nr.                   | Rytter                 | Placering             |
| 171                   | Louis Meintjes (RSA)   | 20.                   |
| 172                   | Biniam Girmay (ERI)    | 113.                  |
| 173                   | Kobe Goossens (BEL)    | 69.                   |
| 174                   | Hugo Page (FRA)        | 117.                  |
| 175                   | Laurenz Rex (BEL)      | 118.                  |
| 176                   | Mike Teunissen (NED)   | 93.                   |
| 177                   | Gerben Thijssen (BEL)  | DNF-15                |
| 178                   | Georg Zimmermann (GER) | 77.                   |

| Team dsm-firmenich PostNL DFP | Team dsm-firmenich PostNL DFP | Team dsm-firmenich PostNL DFP |
| ----------------------------- | ----------------------------- | ----------------------------- |
| Nr.                           | Rytter                        | Placering                     |
| 181                           | Romain Bardet (FRA)           | 30.                           |
| 182                           | Warren Barguil (FRA)          | 40.                           |
| 183                           | John Degenkolb (GER)          | 122.                          |
| 184                           | Nils Eekhoff (NED)            | DNF-19                        |
| 185                           | Fabio Jakobsen (NED)          | DNF-12                        |
| 186                           | Oscar Onley (GBR)             | 39.                           |
| 187                           | Frank van den Broek (NED)     | 62.                           |
| 188                           | Bram Welten (NED)             | HD-15                         |

| Astana Qazaqstan Team AST | Astana Qazaqstan Team AST | Astana Qazaqstan Team AST |
| ------------------------- | ------------------------- | ------------------------- |
| Nr.                       | Rytter                    | Placering                 |
| 191                       | Mark Cavendish (GBR)      | 141.                      |
| 192                       | Davide Ballerini (ITA)    | 140.                      |
| 193                       | Cees Bol (NED)            | 138.                      |
| 194                       | Jevgenij Fedorov (KAZ)    | HD-12                     |
| 195                       | Michele Gazzoli (ITA)     | DNF-1                     |
| 196                       | Aleksej Lutsenko (KAZ)    | DNF-17                    |
| 197                       | Michael Mørkøv (DEN)      | DNS-12                    |
| 198                       | Harold Tejada (COL)       | 74.                       |

| Uno-X Mobility UXM | Uno-X Mobility UXM                    | Uno-X Mobility UXM |
| ------------------ | ------------------------------------- | ------------------ |
| Nr.                | Rytter                                | Placering          |
| 201                | Magnus Cort (DEN)                     | 57.                |
| 202                | Jonas Abrahamsen (NOR)                | 55.                |
| 203                | Odd Christian Eiking (NOR)            | 34.                |
| 204                | Tobias Halland Johannessen (NOR)      | 35.                |
| 205                | Alexander Kristoff (NOR)              | 131.               |
| 206                | Johannes Kulset (NOR)                 | 47.                |
| 207                | Rasmus Tiller (NOR)                   | 105.               |
| 208                | Søren Wærenskjold (NOR) (enkeltstart) | 133.               |

| TotalEnergies TEN | TotalEnergies TEN        | TotalEnergies TEN |
| ----------------- | ------------------------ | ----------------- |
| Nr.               | Rytter                   | Placering         |
| 211               | Steff Cras (BEL)         | 16.               |
| 212               | Mathieu Burgaudeau (FRA) | 63.               |
| 213               | Sandy Dujardin (FRA)     | 132.              |
| 214               | Thomas Gachignard (FRA)  | 92.               |
| 215               | Fabien Grellier (FRA)    | 90.               |
| 216               | Jordan Jegat (FRA)       | 28.               |
| 217               | Anthony Turgis (FRA)     | 106.              |
| 218               | Mattéo Vercher (FRA)     | 103.              |

| Team Visma \| Lease a Bike TVL | Team Visma \| Lease a Bike TVL      | Team Visma \| Lease a Bike TVL |
| ------------------------------ | ----------------------------------- | ------------------------------ |
| Nr.                            | Rytter                              | Placering                      |
| 1                              | Jonas Vingegaard (DEN)              | 2.                             |
| 2                              | Tiesj Benoot (BEL)                  | 49.                            |
| 3                              | Matteo Jorgenson (USA)              | 8.                             |
| 4                              | Wilco Kelderman (NED)               | 21.                            |
| 5                              | Christophe Laporte (FRA) (landevej) | 84.                            |
| 6                              | Bart Lemmen (NED)                   | 70.                            |
| 7                              | Jan Tratnik (SLO)                   | 64.                            |
| 8                              | Wout van Aert (BEL)                 | 52.                            |

| UAE Team Emirates UAD | UAE Team Emirates UAD           | UAE Team Emirates UAD |
| --------------------- | ------------------------------- | --------------------- |
| Nr.                   | Rytter                          | Placering             |
| 11                    | Tadej Pogačar (SLO)             | 1.                    |
| 12                    | João Almeida (POR)              | 4.                    |
| 13                    | Juan Ayuso (ESP)                | DNF-13                |
| 14                    | Nils Politt (GER) (enkeltstart) | 75.                   |
| 15                    | Pavel Sivakov (FRA)             | 32.                   |
| 16                    | Marc Soler (ESP)                | 44.                   |
| 17                    | Tim Wellens (BEL) (enkeltstart) | 80.                   |
| 18                    | Adam Yates (GBR)                | 6.                    |

| Team Jayco AlUla JAY | Team Jayco AlUla JAY               | Team Jayco AlUla JAY |
| -------------------- | ---------------------------------- | -------------------- |
| Nr.                  | Rytter                             | Placering            |
| 21                   | Simon Yates (GBR)                  | 12.                  |
| 22                   | Luke Durbridge (AUS)               | 123.                 |
| 23                   | Dylan Groenewegen (NED) (landevej) | 135.                 |
| 24                   | Chris Harper (AUS)                 | DNS-16               |
| 25                   | Christopher Juul-Jensen (DEN)      | 97.                  |
| 26                   | Michael Matthews (AUS)             | 89.                  |
| 27                   | Luka Mezgec (SLO)                  | 116.                 |
| 28                   | Elmar Reinders (NED)               | DNS-17               |

| Ineos Grenadiers IGD | Ineos Grenadiers IGD       | Ineos Grenadiers IGD |
| -------------------- | -------------------------- | -------------------- |
| Nr.                  | Rytter                     | Placering            |
| 31                   | Carlos Rodríguez (ESP)     | 7.                   |
| 32                   | Egan Bernal (COL)          | 29.                  |
| 33                   | Jonathan Castroviejo (ESP) | 53.                  |
| 34                   | Laurens De Plus (BEL)      | 15.                  |
| 35                   | Michał Kwiatkowski (POL)   | 54.                  |
| 36                   | Tom Pidcock (GBR)          | DNS-14               |
| 37                   | Geraint Thomas (GBR)       | 42.                  |
| 38                   | Ben Turner (GBR)           | 115.                 |

| Lidl-Trek LTK | Lidl-Trek LTK                                | Lidl-Trek LTK |
| ------------- | -------------------------------------------- | ------------- |
| Nr.           | Rytter                                       | Placering     |
| 41            | Giulio Ciccone (ITA)                         | 11.           |
| 42            | Julien Bernard (FRA)                         | 22.           |
| 43            | Tim Declercq (BEL)                           | DNS-11        |
| 44            | Ryan Gibbons (RSA) (landevej og enkeltstart) | 87.           |
| 45            | Mads Pedersen (DEN)                          | DNS-8         |
| 46            | Toms Skujiņš (LAT)                           | 45.           |
| 47            | Jasper Stuyven (BEL)                         | 61.           |
| 48            | Carlos Verona (ESP)                          | 24.           |

| Decathlon-AG2R La Mondiale DAT | Decathlon-AG2R La Mondiale DAT     | Decathlon-AG2R La Mondiale DAT |
| ------------------------------ | ---------------------------------- | ------------------------------ |
| Nr.                            | Rytter                             | Placering                      |
| 51                             | Felix Gall (AUT)                   | 14.                            |
| 52                             | Bruno Armirail (FRA) (enkeltstart) | 33.                            |
| 53                             | Sam Bennett (IRL)                  | DNF-17                         |
| 54                             | Dorian Godon (FRA)                 | 82.                            |
| 55                             | Paul Lapeira (FRA) (landevej)      | 88.                            |
| 56                             | Oliver Naesen (BEL)                | 83.                            |
| 57                             | Nans Peters (FRA)                  | 76.                            |
| 58                             | Nicolas Prodhomme (FRA)            | 48.                            |

| Bahrain Victorious TBV | Bahrain Victorious TBV            | Bahrain Victorious TBV |
| ---------------------- | --------------------------------- | ---------------------- |
| Nr.                    | Rytter                            | Placering              |
| 61                     | Pello Bilbao (ESP)                | DNF-12                 |
| 62                     | Nikias Arndt (GER)                | 111.                   |
| 63                     | Phil Bauhaus (GER)                | DNS-17                 |
| 64                     | Santiago Buitrago (COL)           | 10.                    |
| 65                     | Jack Haig (AUS)                   | 31.                    |
| 66                     | Matej Mohorič (SLO) (enkeltstart) | 127.                   |
| 67                     | Wout Poels (NED)                  | 43.                    |
| 68                     | Fred Wright (GBR)                 | HD-11                  |

| Soudal Quick-Step SOQ | Soudal Quick-Step SOQ               | Soudal Quick-Step SOQ |
| --------------------- | ----------------------------------- | --------------------- |
| Nr.                   | Rytter                              | Placering             |
| 71                    | Remco Evenepoel (BEL) (enkeltstart) | 3.                    |
| 72                    | Jan Hirt (CZE)                      | 67.                   |
| 73                    | Yves Lampaert (BEL)                 | 125.                  |
| 74                    | Mikel Landa (ESP)                   | 5.                    |
| 75                    | Gianni Moscon (ITA)                 | 86.                   |
| 76                    | Casper Pedersen (DEN)               | DNS-4                 |
| 77                    | Ilan Van Wilder (BEL)               | 26.                   |
| 78                    | Louis Vervaeke (BEL)                | DNF-14                |

| Red Bull-Bora-Hansgrohe RBH | Red Bull-Bora-Hansgrohe RBH | Red Bull-Bora-Hansgrohe RBH |
| --------------------------- | --------------------------- | --------------------------- |
| Nr.                         | Rytter                      | Placering                   |
| 81                          | Primož Roglič (SLO)         | DNS-13                      |
| 82                          | Nico Denz (GER)             | 110.                        |
| 83                          | Marco Haller (AUT)          | 85.                         |
| 84                          | Jai Hindley (AUS)           | 18.                         |
| 85                          | Bob Jungels (LUX)           | 37.                         |
| 86                          | Matteo Sobrero (ITA)        | 60.                         |
| 87                          | Danny van Poppel (NED)      | 120.                        |
| 88                          | Aleksandr Vlasov            | DNS-10                      |

| Groupama-FDJ GFC | Groupama-FDJ GFC                | Groupama-FDJ GFC |
| ---------------- | ------------------------------- | ---------------- |
| Nr.              | Rytter                          | Placering        |
| 91               | David Gaudu (FRA)               | 65.              |
| 92               | Kevin Geniets (LUX) (landevej)  | 58.              |
| 93               | Romain Grégoire (FRA)           | 41.              |
| 94               | Stefan Küng (SUI) (enkeltstart) | DNS-19           |
| 95               | Valentin Madouas (FRA)          | 25.              |
| 96               | Lenny Martinez (FRA)            | 124.             |
| 97               | Quentin Pacher (FRA)            | 46.              |
| 98               | Clément Russo (FRA)             | 102.             |

| Alpecin-Deceuninck ADC | Alpecin-Deceuninck ADC                | Alpecin-Deceuninck ADC |
| ---------------------- | ------------------------------------- | ---------------------- |
| Nr.                    | Rytter                                | Placering              |
| 101                    | Mathieu van der Poel (NED) (landevej) | 96.                    |
| 102                    | Silvan Dillier (SUI)                  | 126.                   |
| 103                    | Robbe Ghys (BEL)                      | 134.                   |
| 104                    | Søren Kragh Andersen (DEN)            | HD-12                  |
| 105                    | Axel Laurance (FRA)                   | 99.                    |
| 106                    | Jasper Philipsen (BEL)                | 128.                   |
| 107                    | Jonas Rickaert (BEL)                  | HD-12                  |
| 108                    | Gianni Vermeersch (BEL)               | 107.                   |

| EF Education-EasyPost EFE | EF Education-EasyPost EFE           | EF Education-EasyPost EFE |
| ------------------------- | ----------------------------------- | ------------------------- |
| Nr.                       | Rytter                              | Placering                 |
| 111                       | Richard Carapaz (ECU) (enkeltstart) | 17.                       |
| 112                       | Alberto Bettiol (ITA) (landevej)    | DNF-14                    |
| 113                       | Stefan Bissegger (SUI)              | 100.                      |
| 114                       | Rui Costa (POR) (landevej)          | 68.                       |
| 115                       | Ben Healy (IRL)                     | 27.                       |
| 116                       | Neilson Powless (USA)               | 59.                       |
| 117                       | Sean Quinn (USA) (landevej)         | 78.                       |
| 118                       | Marijn van den Berg (NED)           | 109.                      |

| Lotto Dstny LTD | Lotto Dstny LTD                | Lotto Dstny LTD |
| --------------- | ------------------------------ | --------------- |
| Nr.             | Rytter                         | Placering       |
| 121             | Arnaud De Lie (BEL) (landevej) | 119.            |
| 122             | Cedric Beullens (BEL)          | 121.            |
| 123             | Victor Campenaerts (BEL)       | 81.             |
| 124             | Jarrad Drizners (AUS)          | 139.            |
| 125             | Sébastien Grignard (BEL)       | 129.            |
| 126             | Maxim Van Gils (BEL)           | DNS-16          |
| 127             | Harm Vanhoucke (BEL)           | 130.            |
| 128             | Brent Van Moer (BEL)           | 95.             |

| Israel-Premier Tech IPT | Israel-Premier Tech IPT | Israel-Premier Tech IPT |
| ----------------------- | ----------------------- | ----------------------- |
| Nr.                     | Rytter                  | Placering               |
| 131                     | Stephen Williams (GBR)  | 73.                     |
| 132                     | Pascal Ackermann (GER)  | 112.                    |
| 133                     | Guillaume Boivin (CAN)  | DNS-14                  |
| 134                     | Jakob Fuglsang (DEN)    | 38.                     |
| 135                     | Derek Gee (CAN)         | 9.                      |
| 136                     | Hugo Houle (CAN)        | 50.                     |
| 137                     | Krists Neilands (LAT)   | 66.                     |
| 138                     | Jake Stewart (GBR)      | DNS-19                  |

| Cofidis COF | Cofidis COF            | Cofidis COF |
| ----------- | ---------------------- | ----------- |
| Nr.         | Rytter                 | Placering   |
| 141         | Guillaume Martin (FRA) | 13.         |
| 142         | Piet Allegaert (BEL)   | 114.        |
| 143         | Bryan Coquard (FRA)    | 104.        |
| 144         | Simon Geschke (GER)    | 94.         |
| 145         | Jesús Herrada (ESP)    | DNS-13      |
| 146         | Jon Izagirre (ESP)     | DNF-11      |
| 147         | Alexis Renard (FRA)    | DNF-11      |
| 148         | Axel Zingle (FRA)      | 108.        |

| Movistar Team MOV | Movistar Team MOV              | Movistar Team MOV |
| ----------------- | ------------------------------ | ----------------- |
| Nr.               | Rytter                         | Placering         |
| 151               | Enric Mas (ESP)                | 19.               |
| 152               | Alex Aranburu (ESP) (landevej) | 71.               |
| 153               | Davide Formolo (ITA)           | 72.               |
| 154               | Fernando Gaviria (COL)         | DNF-17            |
| 155               | Oier Lazkano (ESP)             | 79.               |
| 156               | Gregor Mühlberger (AUT)        | 56.               |
| 157               | Nelson Oliveira (POR)          | 51.               |
| 158               | Javier Romo (ESP)              | 23.               |

| Arkéa-B&B Hotels ARK | Arkéa-B&B Hotels ARK      | Arkéa-B&B Hotels ARK |
| -------------------- | ------------------------- | -------------------- |
| Nr.                  | Rytter                    | Placering            |
| 161                  | Kévin Vauquelin (FRA)     | 91.                  |
| 162                  | Amaury Capiot (BEL)       | DNF-14               |
| 163                  | Clément Champoussin (FRA) | 101.                 |
| 164                  | Arnaud Démare (FRA)       | HD-19                |
| 165                  | Raúl García Pierna (ESP)  | 98.                  |
| 166                  | Daniel McLay (GBR)        | 136.                 |
| 167                  | Luca Mozzato (ITA)        | 137.                 |
| 168                  | Cristián Rodríguez (ESP)  | 36.                  |

| Intermarché-Wanty IWA | Intermarché-Wanty IWA  | Intermarché-Wanty IWA |
| --------------------- | ---------------------- | --------------------- |
| Nr.                   | Rytter                 | Placering             |
| 171                   | Louis Meintjes (RSA)   | 20.                   |
| 172                   | Biniam Girmay (ERI)    | 113.                  |
| 173                   | Kobe Goossens (BEL)    | 69.                   |
| 174                   | Hugo Page (FRA)        | 117.                  |
| 175                   | Laurenz Rex (BEL)      | 118.                  |
| 176                   | Mike Teunissen (NED)   | 93.                   |
| 177                   | Gerben Thijssen (BEL)  | DNF-15                |
| 178                   | Georg Zimmermann (GER) | 77.                   |

| Team dsm-firmenich PostNL DFP | Team dsm-firmenich PostNL DFP | Team dsm-firmenich PostNL DFP |
| ----------------------------- | ----------------------------- | ----------------------------- |
| Nr.                           | Rytter                        | Placering                     |
| 181                           | Romain Bardet (FRA)           | 30.                           |
| 182                           | Warren Barguil (FRA)          | 40.                           |
| 183                           | John Degenkolb (GER)          | 122.                          |
| 184                           | Nils Eekhoff (NED)            | DNF-19                        |
| 185                           | Fabio Jakobsen (NED)          | DNF-12                        |
| 186                           | Oscar Onley (GBR)             | 39.                           |
| 187                           | Frank van den Broek (NED)     | 62.                           |
| 188                           | Bram Welten (NED)             | HD-15                         |

| Astana Qazaqstan Team AST | Astana Qazaqstan Team AST | Astana Qazaqstan Team AST |
| ------------------------- | ------------------------- | ------------------------- |
| Nr.                       | Rytter                    | Placering                 |
| 191                       | Mark Cavendish (GBR)      | 141.                      |
| 192                       | Davide Ballerini (ITA)    | 140.                      |
| 193                       | Cees Bol (NED)            | 138.                      |
| 194                       | Jevgenij Fedorov (KAZ)    | HD-12                     |
| 195                       | Michele Gazzoli (ITA)     | DNF-1                     |
| 196                       | Aleksej Lutsenko (KAZ)    | DNF-17                    |
| 197                       | Michael Mørkøv (DEN)      | DNS-12                    |
| 198                       | Harold Tejada (COL)       | 74.                       |

| Uno-X Mobility UXM | Uno-X Mobility UXM                    | Uno-X Mobility UXM |
| ------------------ | ------------------------------------- | ------------------ |
| Nr.                | Rytter                                | Placering          |
| 201                | Magnus Cort (DEN)                     | 57.                |
| 202                | Jonas Abrahamsen (NOR)                | 55.                |
| 203                | Odd Christian Eiking (NOR)            | 34.                |
| 204                | Tobias Halland Johannessen (NOR)      | 35.                |
| 205                | Alexander Kristoff (NOR)              | 131.               |
| 206                | Johannes Kulset (NOR)                 | 47.                |
| 207                | Rasmus Tiller (NOR)                   | 105.               |
| 208                | Søren Wærenskjold (NOR) (enkeltstart) | 133.               |

| TotalEnergies TEN | TotalEnergies TEN        | TotalEnergies TEN |
| ----------------- | ------------------------ | ----------------- |
| Nr.               | Rytter                   | Placering         |
| 211               | Steff Cras (BEL)         | 16.               |
| 212               | Mathieu Burgaudeau (FRA) | 63.               |
| 213               | Sandy Dujardin (FRA)     | 132.              |
| 214               | Thomas Gachignard (FRA)  | 92.               |
| 215               | Fabien Grellier (FRA)    | 90.               |
| 216               | Jordan Jegat (FRA)       | 28.               |
| 217               | Anthony Turgis (FRA)     | 106.              |
| 218               | Mattéo Vercher (FRA)     | 103.              |